# ルーカ・ダンドレーア (サッカー選手)
ルーカ・ダンドレーア（Luca D'Andrea, 2004年9月6日 - ）は、イタリア・ナポリ出身のサッカー選手。USアヴェッリーノ1912所属。ポジションはフォワード、ミッドフィールダー。

## 経歴

### クラブ
2004年9月6日、イタリア・カンパニア州ナポリのポンティチェッリに生まれた。出身地近郊のクラブでサッカーを始め、その後トッレ・アンヌンツィアータにあるスクオーラ・カルチョ・アッズッリでのプレーを経て、13歳の時にS.P.A.L.の下部組織に加入。2022年1月にはUSサッスオーロ・カルチョの下部組織に加入した。
サッスオーロへの入団からおよそ半年後の9月17日に行われたセリエA第7節トリノFCとの試合で先発出場し、18歳でトップチームにデビューした。
2023年8月1日、セリエBに昇格したUSカタンザーロに期限付き移籍で加入した。
2025年2月1日、セリエBのブレシア・カルチョに期限付き移籍で加入した。
2025年7月8日、セリエBに昇格したUSアヴェッリーノ1912に期限付き移籍で加入した。

### 代表
2023年7月にマルタで行われたUEFA U-19欧州選手権2023にU-19イタリア代表の一員として参加。チームは決勝でU-19ポルトガル代表を破り、20年ぶりに優勝を果たした。

## タイトル
U-19イタリア代表
- UEFA U-19欧州選手権：1回（2023）